# Kościół Wniebowzięcia Najświętszej Maryi Panny w Miasteczku Śląskim
Kościół Wniebowzięcia Najświętszej Maryi Panny – rzymskokatolicki kościół parafialny w Miasteczku Śląskim.

## Historia

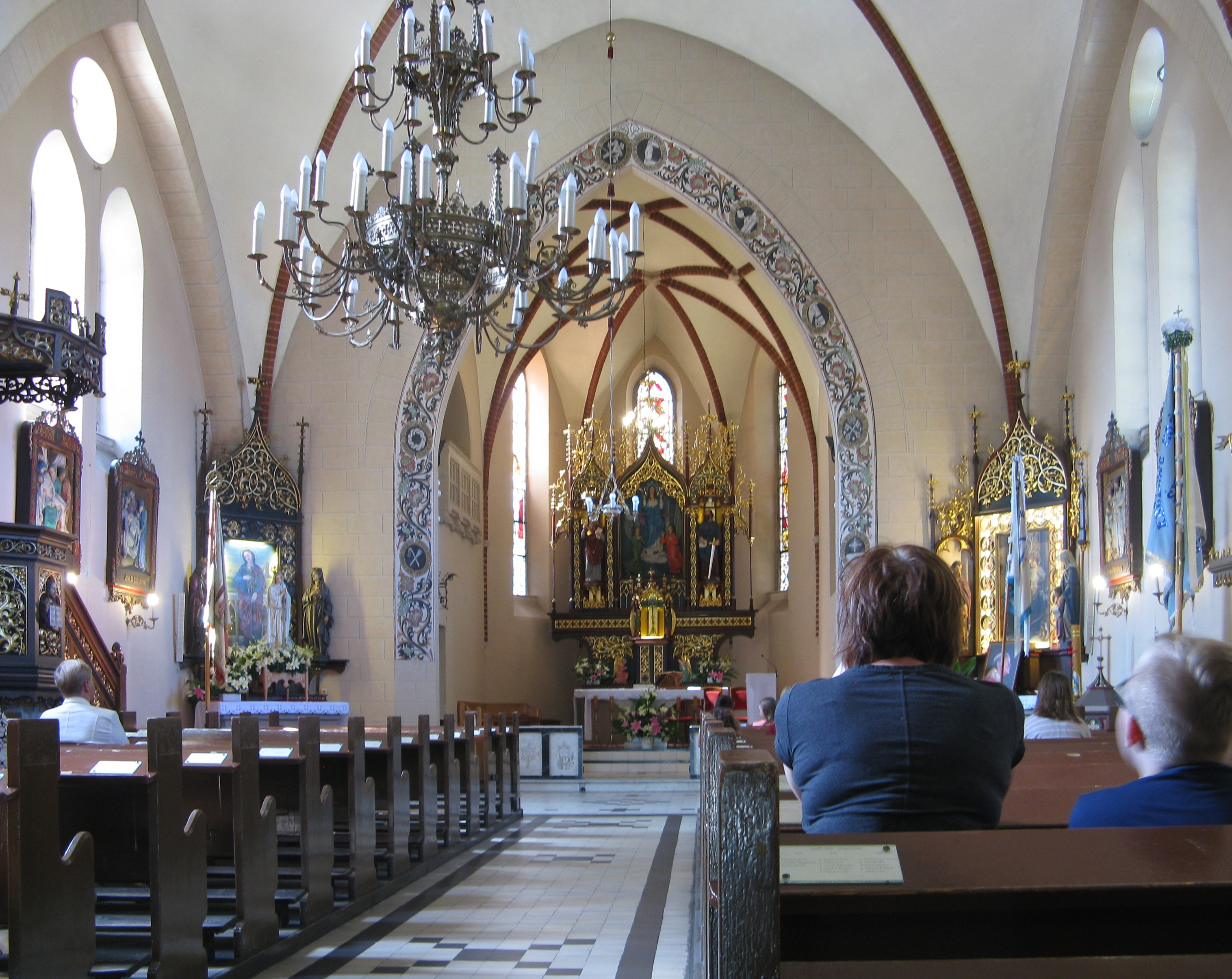
Wnętrze kościoła (2018)

Pierwotnie Miasteczko Śląskie należało do parafii w Żyglinie. Mieszkańcy chcieli jednak, aby w mieście powstała samodzielna parafia. W 1898 r. rozważano, w związku z tym, rozbudowę drewnianego kościoła pod wezwaniem św. Jerzego i Wniebowzięcia Najświętszej Maryi Panny. Ostatecznie w 1900 r. Królewska Rejencja postanowiła, że zostanie wybudowana nowa świątynia obok starej. Autorem projektu nowego kościoła został architekt Oskar Hoßfeld, a budowniczym – Hudemann. W dniu 3 września 1905 r. został poświęcony kamień węgielny pod budowę świątyni przez księdza Józefa Konieczkę z Radzionkowa. W dniu 5 listopada 1908 r. wybudowana świątynia została poświęcona. Suma była celebrowana przez żyglińskiego proboszcza, księdza Kaspra Orlińskiego. W dniu 1 lutego 1914 r. została ustanowiona nowa parafia w Miasteczku Śląskim. W 1935 r. świątynia została zelektryfikowana. W 1937 r. wprowadzono do kościoła relikwie bł. Bronisławy. W 1941 r. na potrzeby wojenne zostały zarekwirowane dwa dzwony. W 1948 r. świątynia otrzymała dzwon pochodzący z innego kościoła. W dniu 18 września 1966 r. świątynia została konsekrowana przez biskupa Herberta Bednorza.